# Инаугурация Феликса Чисекеди
Инаугурация Феликса Антуана Чисекеди Чиломбо в качестве Президента Демократической Республики Конго состоялась 25 января 2019 года, которая ознаменовала начало первого срока Феликса Чисекеди на посту президента ДРК. Прошла во Дворце нации — президентской резиденции.
Была отмечена первой в истории страны мирной передачей власти от одного президента другому.

## Обзор
Президентские выборы в Демократической Республике Конго должны были состояться в 2016 году, однако они неоднократно откладывались, что вызвало беспорядки в стране. В итоге 30 декабря 2018 года в ДРК прошли выборы. Феликс Чисекеди был кандидатом в президенты от партии «Союз за демократию и социальный прогресс» и набрал 38,57 % голосов избирателей. Его ближайший соперник Мартен Файюлу баллотировался от партии набрал 34,83 % голосов избирателей.
Результаты выборов были объявлены 19 января Конституционным судом страны. Избирательная комиссия планировала объявить результаты выборов ещё 6 января, но не смогла это сделать из-за проблем с логистикой.
Проигравший выборы Мартен Файулу пытался опротестовать результаты выборов, назвав их «избирательным путчем», однако Конституционный суд отклонил его протест и признал Чисекеди президентом.
Сначала инаугурация была запланирована на 13 января и несколько раз переносилась (были объявлены следующие даты: 18 января, 22 января, 24 января). Вскоре представитель союза оппозиции (CACH) заявил, что инаугурация должна пройти в 25 января.
После объявления окончательных результатов выборов Мартин Файулу продолжал оспаривать результат, заявляя, что он является «единственным законным президентом».

## Церемония
Церемония инаугурации прошла во Дворце нации в Киншасе. На ней присутствовали высокопоставленные официальных лиц из нескольких стран и тысячи людей. На мероприятии также присутствовали вице-президенты Зимбабве и Бурунди, глава МИД Анголы, председатель Палаты представителей Марокко Халиб аль-Мальки, премьер-министр Габона Жульен Нкоге Бекале, бывший премьер-министр Того Эдем Коджо и министр развития ЮАР. Африканский союз был представлен сотрудником по политическим вопросам, а Сенегал и Гана со своей стороны направили своего представителя.
Были приглашены 17 глав государств, однако лишь президент Кении Ухуру Кениата являлся единственным главой государства, присутствовавшим на церемонии (в 13:00 он прибыл на инаугурацию). Среди отсутствующих глав африканских государств были президент Республики Конго Дени Сассу-Нгессо (был представлен на инаугурации министром иностранных дел) и президент Руанды Поль Кагаме. США и страны Европы были представлены своими послами.
В 13:15 по местному времени Феликс Чисекеди со своей женой пошёл на красной ковровой дорожке Дворца нации на почётную трибуну.
На церемонии инаугурации в четверг избранный президент Феликс Чисекеди стоял рядом с уходящим президентом Жозеф Кабилой, который, согласно оценке многих СМИ, стал выглядеть моложе после того, как сбрил бороду. Кабила носил солнцезащитные очки-авиаторы. Он присоединился к Феликсу Чисекеди в 13:25 по местному времени. Прежде чем церемония официально началась, в 13:31 по местному времени Жозеф Кабила и Феликс Чисекеди обнялись. В 13:34 по местному времени стал звучать гимн ДР Конго в ознаменование начала церемонии.
В 14:15 по местному времени избранный президент пошёл к центральной сцене для приведения к присяге. В 14:16 по местному времени он закончил принимать присягу, официально став пятым президентом Демократической Республики Конго. После приведения к присяге было произведено несколько выстрелов из пушек, а Феликсу Чисекеди были вручены президентские символы, включая президентский штандарт. Жозеф Кабила вручил избранному президенту флаг Демократической Республики Конго, что стало особенно символическим и историческим жестом для страны. Ему также вручили копию Конституции, которой он помахал перед восторженной толпой.
В своей инаугурационной речи Феликс Чисекеди отметил, что новое правительство страны будет стремиться совместно с народом страны строить государство в мирных и безопасных условиях, чтобы искоренить ненависть, разногласия и конфликты в стране. Он также объявил, что правительство освободит политических заключённых и обеспечит основные свободы каждого гражданина. Чисекеди также пообещал бороться с коррупцией в стране. Приоритетом своей политической программы Феликс назвал создание рабочих мест для молодых людей, восстановление мира и стабильности на востоке страны и укрепление государственного управления.
В 15:00 по местному времени, как раз во время своего выступления, Чисекеди сказал, что плохо себя чувствует. Трансляция инаугурации национальным телевидением была ненадолго приостановлена. Феликса отвели к стулу, и ему принесли стакан воды. Вернувшись на трибуну, чтобы продолжить своё выступление, он сказал толпе, что устал после длительного избирательного процесса; трансляция была возобновлена в 15:08 по местному времени.
В 15:25 по местному времени Чисекеди закончил свою инаугурационную речь, поблагодарив «от имени конголезского народа, которого я представляю как президент Республики» высокопоставленных лиц, которые прибыли на мероприятие. В 15:30 по местному времени перед закрытием этой церемонии новый президент поблагодарил присутствующих и второй раз обнялся с бывшим президентом Жозефом Кабилой. Символический образ уходящего главы государства, который физически оставляет место своему преемнику. В 15:32 по местному времени Феликс Чисекеди в сопровождении своей жены, новой первой леди, стал покидать Дворец Нации под аплодисменты. Вслед за ним стали уходить присутствовавшие на мероприятии официальные лица.

## Оценка
Единственным присутствовавшим главой иностранного государства был президент Кении Ухуру Кениата. Как пишет France 24, главы других государств, вероятно, не приехали на церемонию ввиду замешательства многих стран после обвинений в фальсификации результатов выборов и закулисных договорённостей между Жозефом Кабилой и Феликсом Чисекеди.
В марте 2019 года, комментируя итоги президентских выборов 30 декабря 2018 года, специальный представитель Генерального секретаря ООН в Демократической Республике Конго Лейла Зерруги отметила, что они привели к первой мирной передаче власти после обретения страной независимости. По её словам, несмотря на протесты сторонников некоторых проигравших кандидатов, «большинство граждан страны приветствовали инаугурацию президента Феликса Чисекеди». Она назвала выборы «большим шагом в направлении демократии и верховенства закона».